# Métro léger de Cologne
Le métro léger de Cologne (ou Stadtbahn de Cologne) est un réseau de métro léger représentant le principal transport en commun de Cologne. Le réseau mesure 195 km de long, il est composé de 12 lignes toutes exploitées par la Kölner Verkehrsbetriebe (KVB). 38 des 233 stations sont souterraines.

## Historique

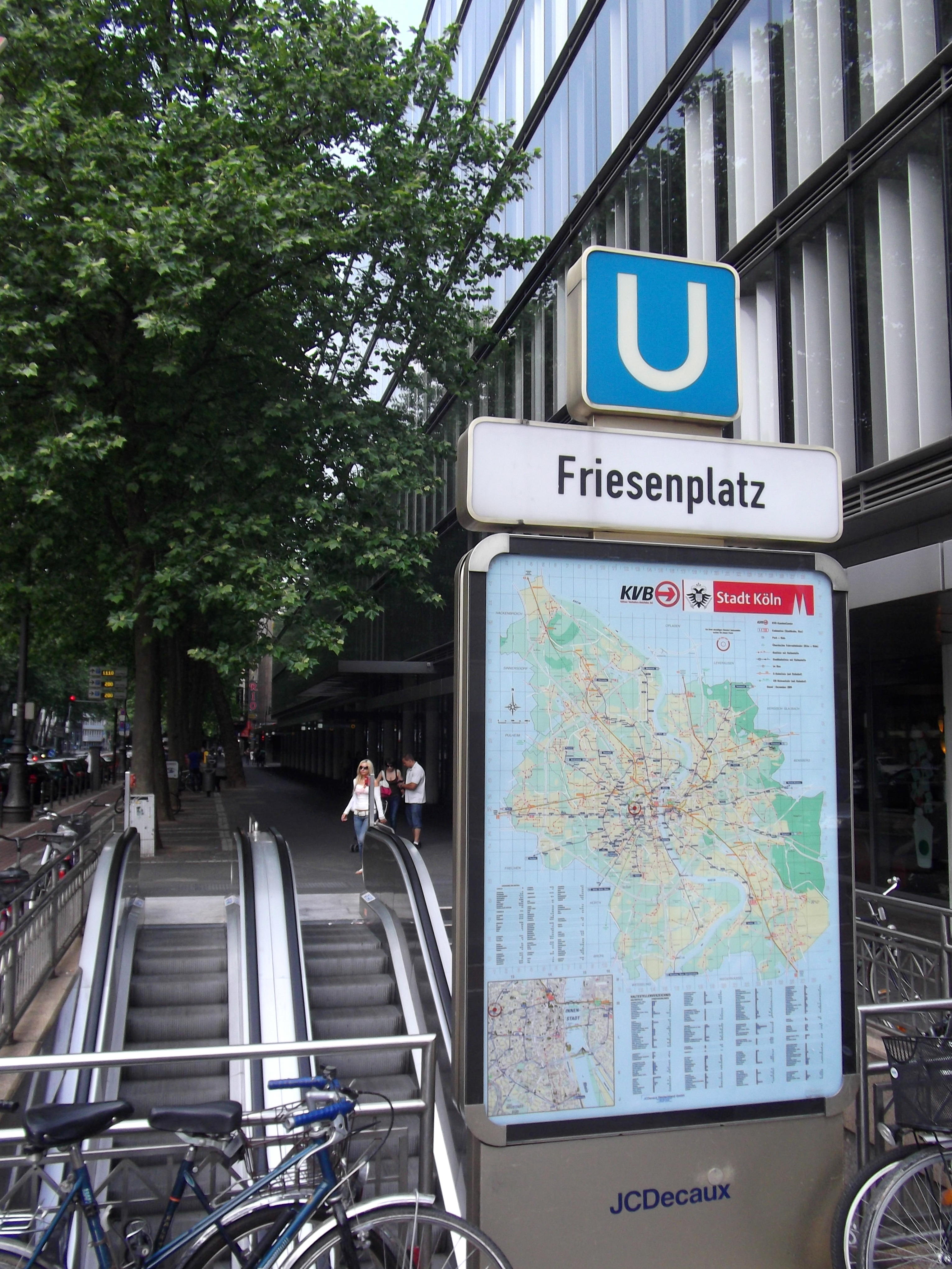
L'entrée de la station Friesenplatz, lignes 3, 4, 5, 12, 15

Le premier tramway de Cologne, à traction hippomobile, est ouvert en 1877. Le réseau n'est complètement électrifié qu'entre 1901 et 1907.
Le premier tramway desservant la banlieue est ouvert en 1904. Il relie la commune de Königsforst au centre-ville (ligne 9). Les lignes 1,3, 4, et 7 suivirent jusqu'en 1909.
En même temps, la société KBE (de) (Köln-Bonner Eisenbahnen) construit la ligne 18 entre 1897 et 1898. La ligne 16 ne suivra qu'en 1905.
Entre 1939 et 1945, la Seconde Guerre mondiale fait rage. Le réseau du centre-ville est complètement détruit. Les lignes ne sont reconstruites qu'à partir de 1950.
En 1956, la ville de Cologne (Köln) décide de créer un réseau de métro léger souterrain en centre-ville. La première ligne, Friesenplatz-Dom/Hbf est inaugurée le 11.10.1968. D'autre lignes suivirent : Heimersdorf-Chorweiler (1973), Deutzer Freiheit-Deutz Kalker Bad (10.04.1983), Bocklemünd-Mengenich (15.06.2002) et Junkersdorf-Weiden (15.06.2002). Des lignes en souterrain sont également en projet : Dom/Hbf-Sürth et Deutz-Université.
En 1968, le tunnel Friesenplatz-Dom/Hbf est inauguré. Une extension est inaugurée jusqu'à Chorweiler en 1973 puis les suivants n'arrivent pas avant 2002 avec des extensions jusqu'à Mengenich et de Junkersdorf jusqu'à Weiden. En 2010, c'est le tunnel Dom/Hbf-Marktstraße qui est mis en service. Le suivant est prévu pour 2015 sur le tronçon Heumarkt-Université.

## Réseau actuel
Le réseau est composé de 12 lignes.
|    | Tracé | Longueur                | Vitesse moyenne             | Type de véhicule |
| -- | --- | ----------------------- | --------------------------- | ---------------- |
| 1  | Weiden – Junkersdorf – Müngersdorf – Aachener Str./Gürtel – Rudolfplatz – Neumarkt − Bf Deutz – Kalk – Höhenberg – Merheim – Brück − Refrath – Bensberg Junkersdorf–Brück im Berufsverkehr 5-Minuten-Takt                                               | 26,5 km 19,9 km in Köln | 28,9 km/h 27,1 km/h in Köln | Plancher bas     |
| 3  | Mengenich – Bocklemünd – Bickendorf – Bf Ehrenfeld – Bf West – Friesenplatz – Neumarkt – Bf Deutz – Buchforst – Buchheim – Holweide – Thielenbruch außerhalb des Berufsverkehrs nur bis Holweide                                                        | 21,5 km                 | 26,3 km/h                   | Plancher haut    |
| 4  | Bocklemünd – Bickendorf – Bf Ehrenfeld – Bf West – Friesenplatz – Neumarkt – Bf Deutz – Mülheim – Höhenhaus – Dünnwald – Schlebusch abends sowie sonntags morgens erst ab Bickendorf                                                                    | 21,7 km                 | 28,3 km/h                   | Plancher haut    |
| 5  | Am Butzweilerhof – Neuehrenfeld – Bf West – Friesenplatz – Dom/Hbf – Rathaus – Heumarkt | 12,3 km                 | 23,6 km/h                   | Plancher haut    |
| 7  | Frechen – Marsdorf – Lindenthal – Aachener Str./Gürtel – Rudolfplatz – Neumarkt – Deutz – Poll – Westhoven – Ensen – Porz – Zündorf außer im Berufsverkehr Frechen–Braunsfeld 20-Minuten-Takt (teilweise auch Frechen–Marsdorf)                         | 25,8 km 22,0 km in Köln | 22,4 km/h 26,4 km/h in Köln | Plancher bas     |
| 9  | Sülz – Universität – Bf Süd – Neumarkt – Bf Deutz – Kalk – Vingst – Ostheim – Königsforst im Berufsverkehr an Schultagen 5-Minuten-Takt Universität – Bf Deutz                                                                                          | 16,0 km                 | 25,9 km/h                   | Plancher bas     |
| 12 | Merkenich – Niehl – Weidenpesch – Nippes – Ebertplatz – Friesenplatz − Rudolfplatz – Barbarossaplatz – Zollstock vormittags 20-Minuten-Takt Merkenich – Niehl                                                                                           | 17,0 km                 | 22,7 km/h                   | Plancher bas     |
| 13 | Sülzgürtel – Lindenthal – Aachener Str.Gürtel – Bf Ehrenfeld − Neuehrenfeld – Bf Mülheim – Buchheim – Holweide An Sonn- und Feiertagen als Kurzzug | 16,2 km                 | 29,5 km/h                   | Plancher haut    |
| 15 | Chorweiler – Heimersdorf – Longerich – Weidenpesch - Nippes – Ebertplatz – Friesenplatz – Rudolfplatz – Barbarossaplatz – Chlodwigplatz – Ubierring im Berufsverkehr 5-Minuten-Takt Longerich – Ubierring                                               | 15,2 km                 | 24,0 km/h                   | Plancher bas     |
| 16 | Niehl – Ebertplatz – Dom/Hbf – Neumarkt – Barbarossplatz – Chlodwigplatz – Ubierring – Bayenthal – Rodenkirchen – Sürth – Godorf – Wesseling – Hersel – Bonn Hbf – Bonn-Bad Godesberg ab Sürth 20-Minuten-Takt (im Berufsverkehr ab Wesseling)          | 45,6 km 19,9 km in Köln | 33,4 km/h 29,1 km/h in Köln | Plancher haut    |
| 17 | Severinstr. – Chlodwigplatz – Rodenkirchen (– Sürth) montags bis freitags zwischen 7 Uhr und 8 Uhr bis Sürth |                         |                             |                  |
| 18 | Thielenbruch – Holweide – Buchheim – Bf Mülheim – Zoo/Flora – Ebertplatz – Dom/Hbf – Neumarkt – Barbarossaplatz – Sülzgürtel – Klettenberg – Hürth – Brühl – Bornheim – Alfter – Bonn Hbf Buchheim–Klettenberg 5-Minuten-Takt, ab Brühl 20-Minuten-Takt | 48,4 km 18,1 km in Köln | 33,4 km/h 26,5 km/h in Köln | Plancher haut    |